# Riefnacken
Riefnacken ist eine Hofschaft in der bergischen Großstadt Solingen.

## Geographie
Riefnacken befindet sich im Stadtteil Aufderhöhe zwischen der Höhscheider und der Uferstraße. Hinter einem kleinen Taleinschnitt im Norden Riefnackens liegt die Hofschaft Hülsen unmittelbar an der Uferstraße. Weiter nördlich fällt das Gelände in das Viehbachtal ab. Östlich von Riefnacken befindet sich Heipertz, dahinter das Gewerbegebiet An den Eichen und die Friedenstraße. Im Westen liegen Aufderbech und Neuenufer. Im Nordosten befindet sich die Anschlussstelle der Viehbachtalstraße an den Schwarzen Pfählen, südlich davon liegt der Wohnplatz Junkernhäuschen.

## Etymologie
Die Herkunft der Ortsbezeichnung Riefnacken ist nicht abschließend geklärt. Vielleicht enthält das Wort das Suffix -nacken, das, ähnlich wie in der Höhscheider Hofschaft Nacken, ein Formwort für Bodenerhebungen sein könnte.

## Geschichte
Die Hofschaft Riefnacken lässt sich bis in das 16. Jahrhundert zurückverfolgen. Im Jahre 1715 ist Riefnacken in der Karte Topographia Ducatus Montani, Blatt Amt Solingen, von Erich Philipp Ploennies mit einer Hofstelle verzeichnet und als Rifen benannt. Dies ist laut Brangs offensichtlich eine Abkürzung. Der Hof gehörte zur Honschaft Barl innerhalb des Amtes Solingen. Die Topographische Aufnahme der Rheinlande von 1824 verzeichnet den Ort als Reifnaken und die Preußische Uraufnahme von 1844 unbeschriftet. In der Topographischen Karte des Regierungsbezirks Düsseldorf von 1871 ist der Ort ebenfalls ohne Namen verzeichnet.
Nach Gründung der Mairien und späteren Bürgermeistereien Anfang des 19. Jahrhunderts gehörte Riefnacken zur Bürgermeisterei Merscheid, die 1856 zur Stadt erhoben und im Jahre 1891 in Ohligs umbenannt wurde. 
1815/16 lebten 35, im Jahr 1830 41 Menschen im als Weiler bezeichneten Riefnacken. Dort lag er in der Flur VIII. Wieveldick. Der nach der Statistik und Topographie des Regierungsbezirks Düsseldorf als Hofstadt kategorisierte Ort besaß zu dieser Zeit sechs Wohnhäuser und acht landwirtschaftliche Gebäude mit 56 Einwohnern, davon zwei katholischen und 54 evangelischen Bekenntnisses. Die Gemeinde- und Gutbezirksstatistik der Rheinprovinz führt den Ort 1871 mit neun Wohnhäusern und 51 Einwohnern auf. Im Gemeindelexikon für die Provinz Rheinland von 1888 werden für Riefnacken zehn Wohnhäuser mit 63 Einwohnern angegeben. 1895 besitzt der Ortsteil elf Wohnhäuser mit 79 Einwohnern.

Mit der Städtevereinigung zu Groß-Solingen im Jahre 1929 wurde die Hofschaft Riefnacken ein Ortsteil Solingens. Seit dem Jahre 1986 stehen von den historischen Fachwerkhäusern im Ort die Gebäude Riefnacken 25, 27 und 37 unter Denkmalschutz.

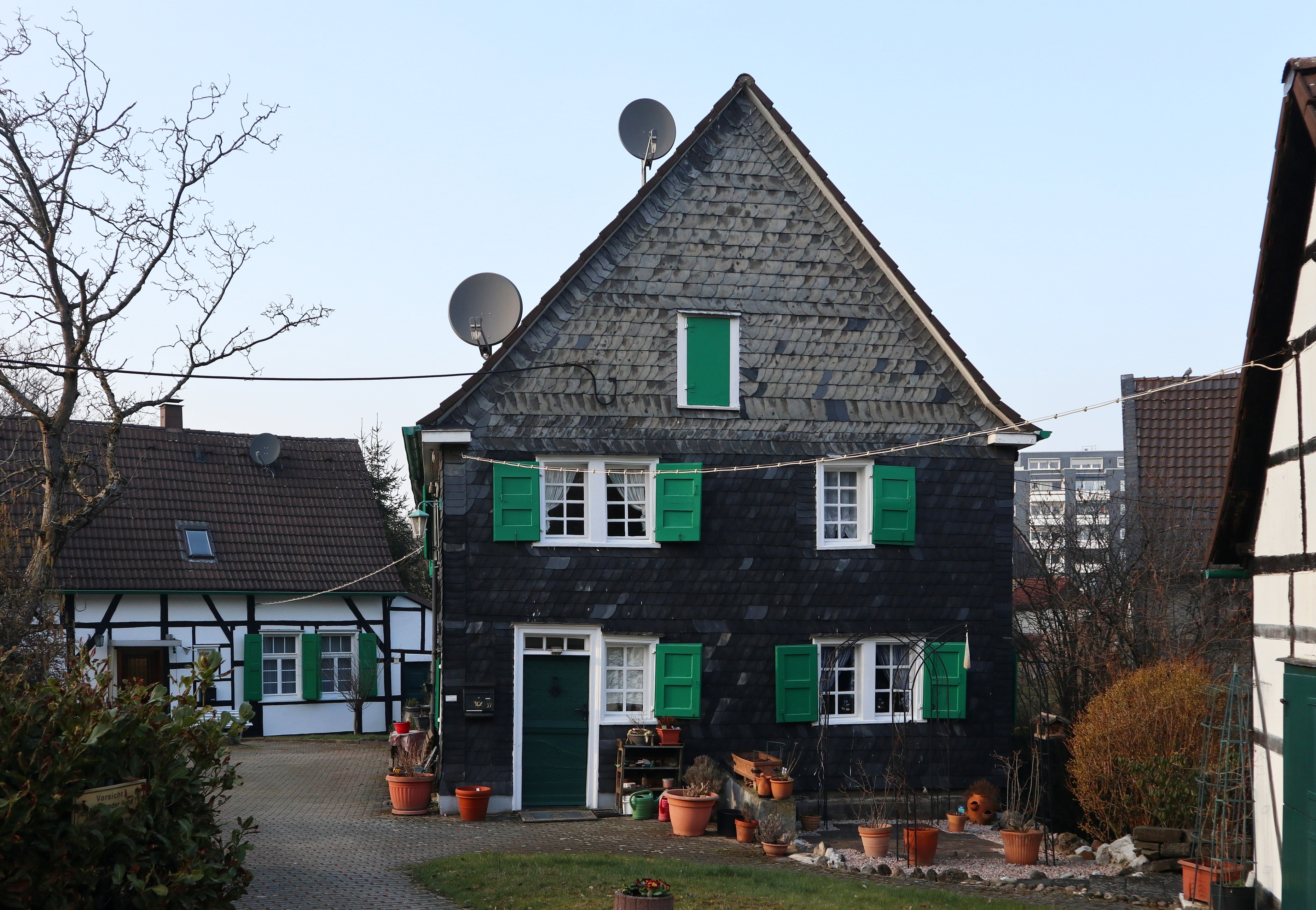
Baudenkmäler Riefnacken 25 und 27
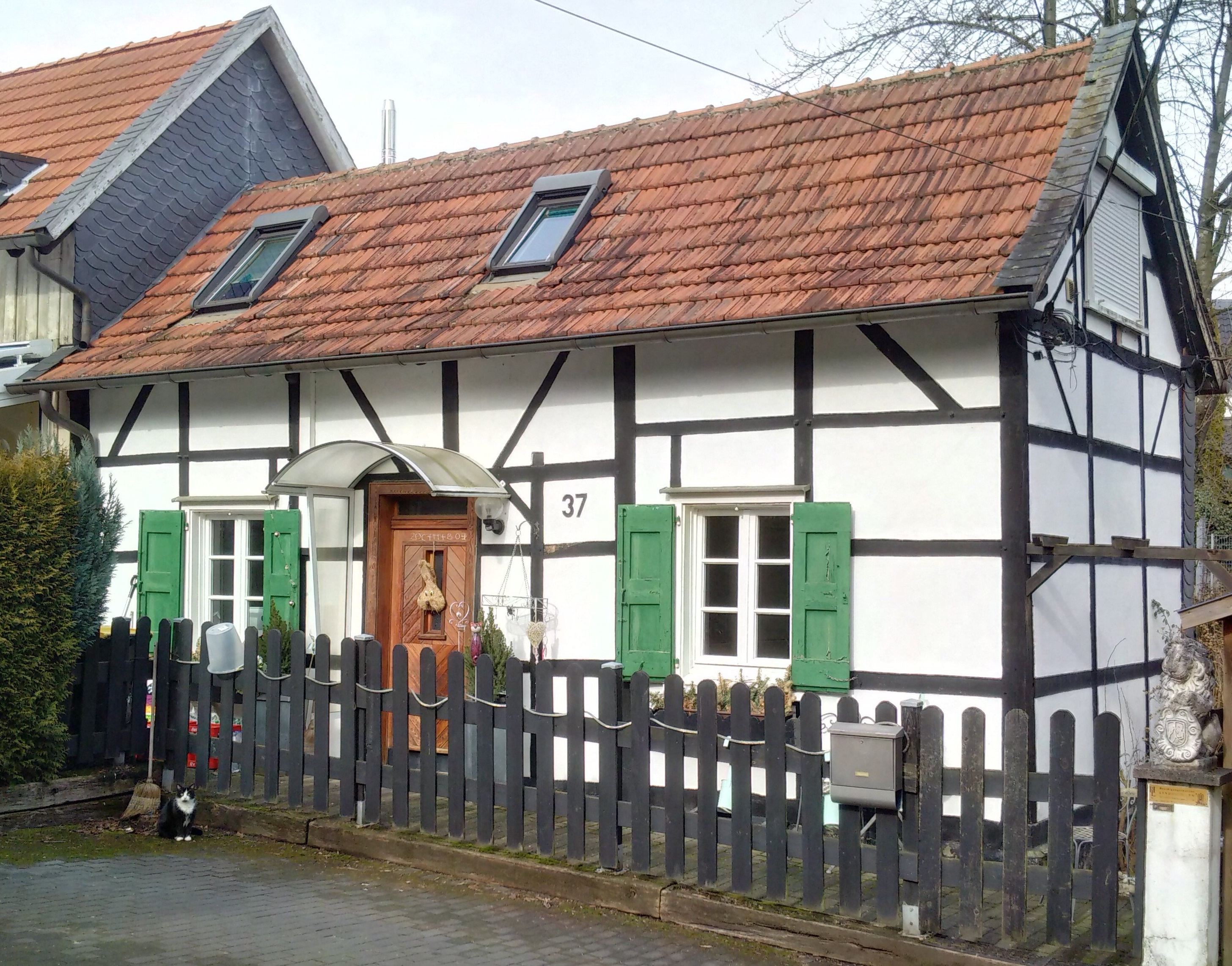
Baudenkmal Riefnacken 37
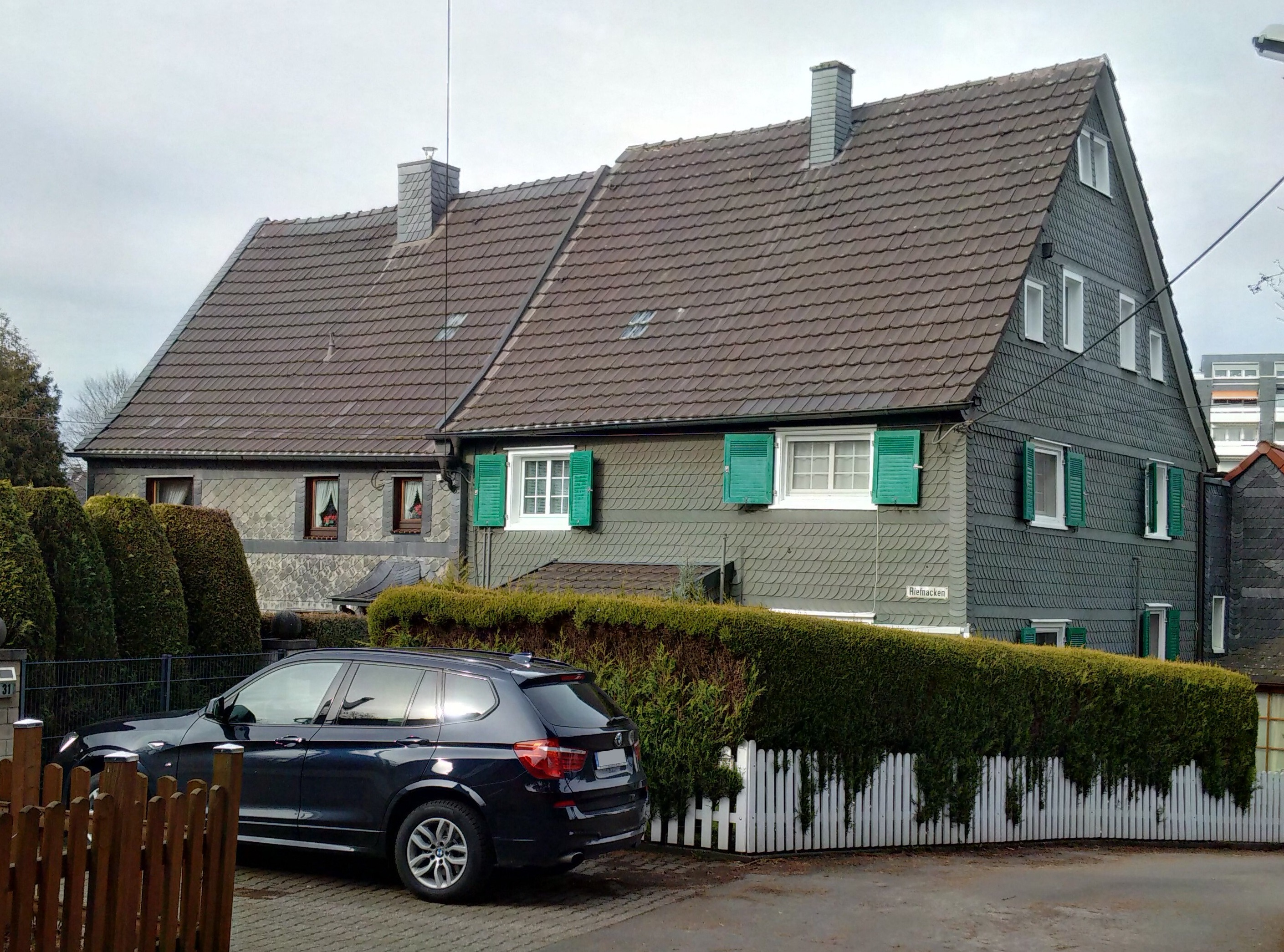
Fachwerkhaus in Riefnacken